# Премия Коула
Премия Коула состоит из двух премий, присуждаемых Американским математическим обществом за выдающийся вклад в алгебру или теорию чисел. Названа в честь Фрэнка Нельсона Коула, занимавшего пост секретаря общества в течение 25 лет. Начиная с 2000 года, каждая из премий вручается раз в три года, размер одной премии составляет 5000 долларов.
Премия Коула не является в полном смысле слова международной: она может присуждаться членам Американского математического общества либо математикам, имеющим публикации в ведущих американских журналах.
В этой статье приведён только список лауреатов; причины присуждения премии в каждом конкретном случае можно найти в источнике, указанном ниже.

## Лауреаты премии по алгебре
- 1928: Леонард Диксон
- 1939: Абрахам Альберт
- 1944: Оскар Зарисский
- 1949: Ричард Брауэр
- 1954: Хариш-Чандра
- 1960: Серж Ленг, Максвелл Розенлихт
- 1965: Вальтер Файт[англ.], Джон Томпсон
- 1970: Джон Стэллингс[англ.], Ричард Сван[англ.]
- 1975: Хайман Басс[англ.], Даниель Квиллен
- 1980: Майкл Ашбахер[англ.], Мелвин Хохстер
- 1985: Джордж Люстиг
- 1990: Сигэфуми Мори
- 1995: Мишель Рейно, Дэвид Харбатер[англ.]
- 2000: Андрей Александрович Суслин, Эйза Джоан де Йонг[англ.]
- 2003: Хираку Накадзима
- 2006: Янош Коллар
- 2009: Кристофер Хэкон, Джеймс Маккернан
- 2012: Александр Сергеевич Меркурьев
- 2015: Петер Шольце
- 2018: Роберт Гуральник
- 2021: Chenyang Xu[англ.]

## Лауреаты премии по теории чисел
- 1931: Гарри Вэндивер
- 1941: Клод Шевалле
- 1946: Генри Манн
- 1951: Пал Эрдёш
- 1956: Джон Тейт
- 1962: Кэнкити Ивасава, Бернард Дворк[англ.]
- 1967: Джеймс Акс[англ.], Саймон Коэн[англ.]
- 1972: Вольфганг Шмидт
- 1977: Горо Шимура
- 1982: Роберт Лэнглендс, Барри Мазур
- 1987: Дориан Гольдфельд[англ.], Бенедикт Гросс, Дон Цагир
- 1992: Карл Рубин[англ.], Пол Войта[англ.]
- 1997: Эндрю Уайлс
- 2002: Хенрик Иванец, Ричард Тейлор
- 2005: Питер Сарнак
- 2008: Манжул Бхаргава
- 2011: Каре Чандрасекар[англ.], Жан-Пьер Винтенбергер[англ.]
- 2014: Чжан Итан, Дэниэл Голдстон[англ.], Янош Пинц[англ.], Джем Йылдырым[англ.]
- 2017: Генри Дармон
- 2020: Джеймс Мейнард

## Источник
- Frank Nelson Cole Prize in Algebra Архивная копия от 2 декабря 2013 на Wayback Machine (англ.) — American Mathematical Society.
- Frank Nelson Cole Prize in Number theory Архивная копия от 5 октября 2013 на Wayback Machine (англ.) — American Mathematical Society.